# Етнография на България
 Тази статия е за научната област.  За книгата на Христо Вакарелски вижте Етнография на България (Христо Вакарелски).  
Етнографията на България е научна област, изучаваща етнографията на България и българите.

## Области на изследване

### Етнографски области
В българската етнография се изучават културните различия между основните български етнографски групи – шопи, добруджанци, тракийци, македонци, рупци, балканджии и полянци, които принадлежат на обща народност – българската, но имат различия в говора, облеклото, народното творчество и някои традиции и обичаи.

## Научни и образователни институции
В България има редица общи и специализирани етнографски музеи и музейни отдели, сред които са:
- Етнографски музей, Берковица
- Етнографски музей, Бургас
- Етнографски музей, Бяла черква
- Етнографски музей, Варна
- Етнографски музей, Елхово
- Регионален етнографски музей, Пловдив
- Етнографски институт с музей на БАН, София
- Специализиран музей за резбарско и зографско изкуство, Трявна
- Музей на дунавския риболов и лодкарство, Тутракан

## История на изследванията
Първите сведения за българската етнография са откъслечни записи на отделни народни песни, най-ранните от които са от началото на XVIII век. Сред събираните от сръбския фолклорист Вук Караджич материали попадат и известен брой български народни песни, 27 от които са публикувани през 1822 година в „Додатък към Санктпетербургските сравнителни речници на всички езици и наречия, с особен оглед към български език“. Малко по-късно Димитрие Тирол събира приказки на банатските българи, които изглежда са изгубени, а Сима Милутинович Сарайлия събира фолклорни материали и започва работа върху българска граматика, която остава недовършена. През 1837 година словашкият филолог Павел Шафарик издава „Славянски древности“, където в общославянски контекст разглежда и въпросите за произхода, езика и културата на българите.
Началото на системно събиране на фолклорни материали в България е поставено от украинския историк Юрий Венелин. През 1829 година той публикува романтичния текст „Старите и сегашни българи“, а малко след това посещава окупираната от Русия Североизточна България, където събира около 50 народни песни. Той влиза във връзка с българския търговец в Одеса Васил Априлов, заедно с когото през следващите години изграждат мрежа от информатори и събирачи на фолклорни материали от различни части на България. След смъртта на Априлов през 1847 година дейността му в Одеса е продължена от Николай Палаузов, а сред техните сътрудници в страната са Неофит Рилски, Захари Круша, Райно Попович, Брайко Хаджигенович, Найден Геров, Петко Славейков.
В средата на XIX век започва издаването и на самостоятелни сборници с български фолклор. Първият сред тях е издаден през 1842 година от ученика на Райно Попович Иван Богоров в Унгария – „Български народни песни и пословици“. През 1844 – 1847 година украинският филолог Виктор Григорович прави продължителна обиколка на Балканите, събирайки около 200 български народни песни, част от които са публикувани в Загреб от Станко Враз, заедно с няколко други песни от Поморавието, под заглавието Narodne pesme bugarske. През 1855 година Пьотър Безсонов издава в Москва „Болгарские песни“, а през 1860 година в Белград излиза първият от трите тома на сборника на Стефан Веркович „Народни песни на македонските българи“.
През 1861 година в Загреб излиза и сборникът от 674 песни и други етнографски бележки „Български народни песни“ на братя Миладинови, който има изключително голям отзвук, както в България, така и в европейските академични среди. По същото време Любен Каравелов издава в Москва „Памятники народного быта болгар“ с 3 хиляди поговорки и пословици, народен календар, легенди и други материали, които за пръв път са поставени в контекста на фолклора на други славянски народи. През 1872 година Васил Чолаков издава в Болград „Българский народен сборник“, съдържащ много голям брой пословици и забележителен с първите подробни описания на народни обичаи, както и с първата в българско издание фотографска илюстрация. Първите изследвания на традиционното обичайно право провежда Петър Оджаков, който издава през 1875 година в Русе „Обичайното наследствено право“.
Нов етап в българските етнографски изследвания започва през 1889 година, когато в София започва издаването на етнографското научно списание „Сборник за народни умотворения, наука и книжнина“, първоначално ръководено от Иван Шишманов, което става център на етнографските публикации. С многобройните си задълбочени изследвания Шишманов в продължение на четири десетилетия е и водещият академичен авторитет в българската етнография. Частично в „Сборника“ и частично в самостоятелни издания между 1891 и 1914 година излиза седемтомната монография на Димитър Маринов „Жива старина“, която разглежда широк спектър от етнографски явления – обичаи, календар, семейни отношения, обичайно право, религиозни вярвания, костюми, материална култура.
През 1893 година в наскоро основаното Висше училище в София е създаден и курс по славянска етнография, първоначално воден от Димитър Матов, а след ранната му смърт през 1896 година – от Любомир Милетич. По-късно е въведен курс за българските народни песни, воден от Йордан Иванов, обобщен в посмъртно издадената му монография „Български народни песни“. Дисциплината за традиционното обичайно право е създадена от Стефан Бобчев, автор на четиритомната монография „Сборник на българските юридически обичаи“. През 1906 година е създаден и Етнографски музей, оглавен първоначално от Димитър Маринов.
В десетилетията след Първата световна война като водещ авторитет в българската етнография се налага Михаил Арнаудов, автор на както на множество теоретични монографии, така и на теренни проучвания. През 1918 година университетският курс по славянска етнография е поет от Стоян Романски. От 1921 година започва да излиза ново етнографско списание – „Известия на Народния етнографски музей в София“. Този период се характеризира със засилен интерес към веществената народна култура, като в тази област работят Стефан Костов и Христо Вакарелски. Започва системното записване на народна музика – дотогава народните песни са записвани главно като текстове, – като под ръководството на Васил Стоин са описани текстовете и мелодиите на около 30 хиляди песни. Работите на Стоин върху музикалната теория на народната музика са продължени от автори като Райна Кацарова, Стоян Джуджев. и Николай Кауфман. В областта на митологията пък Иваничка Георгиева прави редица значими изследвания, които обобщава в своя основоположени труд „Българска митология“.